# Яненко, Сергей Михайлович
Серге́й Миха́йлович Яне́нко (укр. Сергій Михайлович Яненко; 27 ноября 1957, Десятины, Житомирская область — 13 января 2018, Черновцы) — советский и украинский спортсмен и тренер; Мастер спорта (1984), мастер спорта международного класса СССР (1987); чемпион мира в беге на 100 км.

## Биография
Родился 27 ноября 1957 года в селе Десятины Коростенского района Житомирской области Украинской ССР.

### Спортсмен
Окончил коростенскую школу-интернат и Черновицкий техникум железнодорожного транспорта. Легкой атлетикой начал заниматься в 9 классе под руководством Петра Беха. Позже тренировался у Семена Мошковича (в техникуме), и затем у заслуженного тренера Украины Дениса Тищука и Григория Истратия.
Первый успех на национальной арене — 2-е место на первенстве Украины среди школьников на дистанции 5000 м (1975, Донецк). Норматив I разряда выполнил в 1976 году. На международной арене впервые заявил о себе в 1990 году, финишировав третьим на престижном марафоне в Лонг-Биче (США).
В 1989 году завоевал в Ужгороде Кубок СССР по марафонскому бегу.

#### 1997
Весной в Одессе Сергей Яненко впервые стартовал на 100 км (пробежал 90). В сентябре, выступая на чемпионате мира по бегу на 100 км в Винсхоттене (Голландия), он был малоизвестным сверхмарафонцем. Первую половину он пробежал за 3:04.39. Фавориты чемпионата были далеко позади. Поочередно они сошли — Валмир Нуньеш из Бразилии после 20 км, поляк Ярослав Яницки после 40 и Константин Санталов (Россия) после 50. Яненко лидировал с 35 км до финиша. Занявший второе место россиянин Михаил Кокорев финишировал с личным рекордом 6:31.22. Сергей Яненко стал победителем с рекордом Украины — 6:25.25. В том же году выиграл этап Кубка мира по бегу на 100 км в Польше. Стоит отметить, что Яненко стал чемпионом мира почти в 40-летнем возрасте и имея порок сердца.

### Тренер
С сентября 2007 года Сергей Михайлович являлся тренером областной школы высшего спортивного мастерства. В 2014 году был делегатом отчетно-выборной Ассамблеи Черновицкого областного отделения НОК Украины. в 2007 году Сергей Яненко в день своего 50-летия получил подарок — в Черновиwкой области были открыты именные соревнования по бегу, названные его именем.

### Семья
- Жена — Зинаида (повар);
- сыновья:
  - Сергей (род. 1985)
  - Михаил (род. 1986); также занимались легкой атлетикой.

## Результаты

### Соревнования
| Год                                | Соревнование                       | Город                              | Дистанция                          | Дата                               | Результат                          | Место                              |
| Главные международные соревнования | Главные международные соревнования | Главные международные соревнования | Главные международные соревнования | Главные международные соревнования | Главные международные соревнования | Главные международные соревнования |
| ---------------------------------- | ---------------------------------- | ---------------------------------- | ---------------------------------- | ---------------------------------- | ---------------------------------- | ---------------------------------- |
| 1997                               | Чемпионат мира                     | Винсхотен                          | 100 км                             | 13 сентября                        | 6:25.25 NR                         | I                                  |
| 1997                               | Чемпионат мира                     | Винсхотен                          | 100 км                             | 13 сентября                        | 20:57.51 (командный зачёт)         | 4                                  |
| Национальные чемпионаты и кубки    |                                    |                                    |                                    |                                    |                                    |                                    |
| 1989                               | Кубок                              | Евпатория                          | 20 км                              | 12 марта                           | 1:00.41,0                          | 12                                 |
| 1989                               | Кубок                              | Ужгород                            | марафон                            | 23 апреля                          | 2:14.32,0                          | 1                                  |